# Jarosławsko (stacja kolejowa)
Jarosławsko – zlikwidowana stacja kolejowa w Jarosławsku na linii kolejowej Strzelce Krajeńskie – Lubiana, w województwie zachodniopomorskim.